# Asesinato de Dušan Jovanović
Dušan Jovanović fue un adolescente de trece años de etnia romaní de Belgrado, Yugoslavia, asesinado a golpes el 18 de octubre de 1997 por dos skinheads de 17 años cuando se dirigía de la casa de su familia a una tienda de comestibles cercana. El motivo de su asesinato fue su origen gitano.

## Hechos
Jovanović vivía con su familia en la calle Beogradska cerca de la plaza Slavija en Belgrado. En la noche del 18 de octubre de 1997, su padre, Aleksandar, le dio algo de dinero y lo envió a una tienda de comestibles cercana a comprar un refresco. De camino a la tienda, fue atacado por dos miembros del movimiento skinhead de extrema derecha. Al reconocer su origen gitano, le ordenaron que les diera el dinero antes de tirarlo al suelo y patearlo con botas con punta de metal. Jovanović murió por una fractura en el cuello. El único motivo del asalto fue su aparente origen gitano.
Su padre comenzó a buscarlo y encontró el cuerpo del chico cubierto de sangre, tirado en un tramo de escaleras.

## Arresto y juicio
La policía identificó rápidamente a los asesinos como Milan Čujić e Ištvan Fendrik, de 17 años. En marzo de 1998, el Tribunal de Distrito de Belgrado los condenó a la pena máxima para menores en ese momento: 10 años en la prisión de menores. Fueron enviados a cumplir sus condenas en la Cárcel de Menores de Valjevo. Posteriormente, el tribunal conmutó sus sentencias. Fendrik fue liberado de prisión el 1 de abril y Čujić el 30 de abril de 2004.
Mientras estaba en prisión, Fendrik fue entrevistado por el semanario NIN. Afirmó que no era miembro de ningún partido político, ni neonazi ni miembro de los hooligans que apoyaban al FK Rad (como especularon los medios). Sin embargo, admitió que estaba influenciado por la  política de extrema derecha en el momento del asesinato. Fendrik mostró remordimiento durante la entrevista y también después de ser liberado. Čujić ha declarado públicamente que no siente remordimiento.

## Secuelas
Dušan fue enterrado dos días después del asesinato y cientos de personas asistieron a su funeral. Poco después de la tragedia, la familia de Jovanović se mudó a otra casa en el distrito Mirijevo de Belgrado. Su madre se suicidó por ahorcamiento en julio de 2015 tras otros intentos fallidos. Una hermana, Kristina, nacida unos tres años después del asesinato de Dušan, dijo que su madre "nunca pudo aceptar que su hijo se había ido" y había expresado su deseo de estar con él para su cumpleaños (1 de agosto). Su padre también sufrió varios ataques cardíacos y dos derrames cerebrales, y murió a fines de 2016.
En el décimo aniversario del asesinato, el 18 de octubre de 2007, el entonces presidente serbio Boris Tadić dedicó una placa conmemorativa a Jovanović en la calle Beogradska en la casa número 33, frente a la cual fue asesinado.